# Carios granasi
Carios granasi är en fästingart som beskrevs av de la Cruz 1973. Carios granasi ingår i släktet Carios och familjen mjuka fästingar.
Artens utbredningsområde är Kuba. Inga underarter finns listade.